# Påstand
En påstand er et sandhedsudsagn, som vedkommende, der fremsætter påstanden, selv tror på, eller foregiver at tro på, og som postulatoren under alle omstændigheder gerne vil have andre til at tro på. I tilfælde af, at disse eventuelt er skeptiske, kan postulatoren forsøge at underbygge påstanden ved at fremlægge forskelligt fysisk eller tekstuelt bevismateriale, ved at fremføre logiske argumenter i relation hertil, ved at demonstrere umuligheden af andre forklaringsalternativer samt ved at underbygge påstanden med troværdige vidne- og ekspertudsagn, ved at sværge rituelt etc.
Om en påstand enten forsætligt eller uforsætligt er sand eller falsk, kan der ikke siges noget generelt om. En påstand kan meget vel være løgnagtig, enten med henblik på at opnå en relativ fordel eller med henblik på at undgå en konsekvens, eventuelt i form af straf for en begået handling eller pligtforsømmelse.